# NEWSうしろの正面
『NEWSうしろの正面』（ニュースうしろのしょうめん）は、2000年4月から2001年9月までKBS京都テレビで夜に放送されていた報道特集番組である。
前期にはニュースと特集によって構成の55分番組であったが、後期には『NEWSワイド京都』（ニュース部分）と分離する形で30分間の特集番組として放送されていた。
後番組は『ニュースきっちん』。

## 放送時間
- 金曜日 21:30 - 22:25 （2000年4月 - 2000年12月）
- 金曜日 21:55 - 22:25 （2001年1月 - 2001年3月）
- 月曜日 21:00 - 21:30 （2001年4月 - 2001年9月）

## 出演者
- 後藤正治（メインキャスター）
- 下村委津子（2000年4月から12月までサブキャスター、2001年1月から3月までアシスタント）
- 森谷威夫（2000年4月から12月までアシスタント）
- 堀川節子（2001年4月から9月までアシスタント）